# 三年目 (落語)
『三年目』（さんねんめ）は古典落語（江戸落語）の演目。4代目橘家圓喬が得意とした噺で、5代目三遊亭圓生、6代目三遊亭圓生に受け継がれた。上方落語でも同様の噺があり、『茶漬幽霊（ちゃづけゆうれい）』という。
妻に先立たれた男が、妻の遺言に反して再婚したものの、もしそうなったら幽霊になると言った妻は化けて出ることがなく、三年目の命日に現れるという顛末を描く。笑いやくすぐりは少なく、人情話の趣があり、多少怪談の要素も加えられている。古くは、夫と先妻が激しく惚れ合ったいきさつが冒頭で語られたが、現在は省略されている。

## あらすじ
大変仲の良い若夫婦があったが、病弱だった妻は長患いの床に付く。死期の近いのを悟った妻は、自分が死んだらあなたは他の女と再婚してしまうだろう、あなたにその気がなくとも周囲の人々に強く言われたら断れないだろうと嘆く。夫はそんなことはないと強く否定した上で、自分が再婚しなければならなくなったら祝言の夜に幽霊になって出てきてほしい、そうすれば女は逃げ出してしまうだろうと伝える。
やがて妻が死ぬと案の定、親類縁者から強く勧められて男は仕方なく後妻を迎えることになる。ところが祝言の夜になっても前妻の幽霊が出てこない。その後も男は待ち続けたが幽霊はいっこうに現れず、男はいつしか新しい妻とも打ち解けて子供もでき、仲睦まじい家族となる。
それでも三年目の命日には家族で前妻の墓参りをしたその夜、とうとう前妻の幽霊が現れ、再婚したことへの恨みごとを言う。なぜもっと早く出て来なかったのかと尋ねると
「あなた、それは無理でございます。私が死んでお棺に入れる時、皆さんで寄ってたかって髪の毛をそり落としたでしょう」
「そういう習いだからね、親戚の者たちがみんなで一剃刀（ひとかみそり）入れて髪を下ろしたんだ」
「ですから、坊主頭で出たら愛想を尽かされると思って、三年の間、髪の毛の伸びるのを待っておりました」

## 落ちについて
死後も夫に嫌われまいと気を遣う先妻のいじらしさが絡んだ落ち（サゲ）となっている。現代ではまず見られないが、昔は埋葬前に死者の頭髪をそり落とすという習俗があった。僧形（そうぎょう）になる事で極楽往生できる、という信仰である。鈴木牧之により江戸時代末に著された『北越雪譜』にも、事故で行方不明死となって正規に埋葬されなかった女の幽霊が、髪が残ったままでは成仏できないと言って僧侶に剃髪を求める話が収録されている。
上方落語の『茶漬幽霊』はコミカルな筋運びで、悪く言えば本作のような品はない。夫が昼食の茶漬けを食べているところに先妻の幽霊が現われ、なぜ夜に出て来ない、と問われて、「夜は怖いから」という落ちになっている。この原話は享和3年（1803年）に刊行された『遊子珍学問』という笑話本に収められた「孝子経曰人之所畏不可不畏」である（夫が再婚している下りはない）。